# ايمانويل فنسنت
ايمانويل فنسنت (بالإنجليزية: Emmanuel Vincent)‏ (2 أكتوبر 1798 - 7 يوليو 1860) هو لاعب كريكت بريطاني (وحمل سابقاً جنسية المملكة المتحدة لبريطانيا العظمى وأيرلندا ومملكة بريطانيا العظمى).